# 西北社区发展理事会

西北區

西北社區發展理事會（英語：North West Community Development Council）是新加坡共和國設立的五個社區發展理事會之一，協助地區政府政策和項目的管理。
截至2015年7月，西北區包括：
- 荷蘭-武吉知馬集選區（英语：Holland-Bukit Timah GRC）
  - 武吉知馬
  - 凱秀
  - 烏魯班丹
  - 正华
- 馬西嶺-油池集選區
  - 林邦
  - 馬西岭
  - 林景
  - 油池
- 義順集選區（英语：Nee Soon GRC）
  - 忠邦
  - 哥本峇魯
  - 义顺中
  - 义顺东
  - 义顺南
- 三巴旺集選區
  - 海軍部
  - 坎貝拉
  - 甘巴士
  - 三巴旺
  - 兀兰
- 武吉班讓單選區

## 市長
任梓銘为现任西北区市长。
| # | 名稱   | 選區        | 任期開始       | 任期結束      | 政党       |
| - | ------ | ----------- | -------------- | ------------- | ---------- |
| 1 | 張俰賓 | 武吉班讓    | 2001年11月24日 | 2020年7月26日 | 人民行动党 |
| 2 | 任梓銘 | 馬西嶺-油池 | 2020年7月27日  | 現任          | 人民行动党 |

## 外部連結
- 西北社區發展理事會 （页面存档备份，存于）